# Коста Попов
Константин (Коста) Попов (на английски: Kosta Popoff) е български общественик, четвърти по ред президент на централния комитет на Македонската патриотична организация.

## Биография
Коста Попов е роден във Владово, тогава в Османската империя. Завършва 3-годишен учителски курс в Скопското българско педагогическо училище и преподава няколко години. Присъединява се към ВМОРО. След като Гърция окупира Егейска Македония през 1913 година и затваря всички български училища и църкви, Коста Попов емигрира в САЩ.
Установява се в Питсбърг при свой роднини и работи като пекар при тях, а после отваря собствена пекарна в Маккийспорт. Веднага се присъединява към македоно-българските братства и участва като делегат на учредителния събор на МПО във Форт Уейн на 2 октомври 1922 година. Избран е за подпредседател на събора, докато председател е Михаил Николов.
По времето когато Коста Попов е президент, а Петър Ацев национален секретар, организацията се развива и просперира. Още преди края на Втората световна война МПО се противопоставя на плана за формиране на Югославия, в рамките на която да се включи и Вардарска Македония. Организира се внушителен събор в Акрон на 23 март 1944 година, на който единствено решение на въпроса може да бъде провеждане на плебисцит за самоопределяне на населението в спорните райони. Съставен е Меморандум, изпратен до Франклин Рузвелт, Уинстън Чърчил, Йосиф Сталин и Маккензи Кинг, в който фигурират 55 печата на почти всички възможни българо-македонски обединения.
През май и ноември 1946 е в състава на делегации на МПО, които поставят пред американските власти и чуждестранни дипломати въпроса за обединена и независима Македония, като обръщат специално внимание на ситуацията в егейския дял на областта. През ноември 1946 година делегацията, в която участва, провежда поредица от срещи в ООН.
При започването на Гражданската война в Гърция Коста Попов ръководи изпращането на помощи за бедстващите бежанци в Битоля.
Коста Попов умира на 26 септември 1950 година.